# Aydat
Aydat är en kommun i departementet Puy-de-Dôme i regionen Auvergne-Rhône-Alpes i centrala Frankrike. Kommunen ligger i kantonen Saint-Amant-Tallende som tillhör arrondissementet Clermont-Ferrand. År 2022 hade Aydat 2 548 invånare.

## Befolkningsutveckling
Antalet invånare i kommunen Aydat
| Referens: INSEE |